# Saga (певица)
Saga (1975) — шведская певица, придерживающаяся белых националистических взглядов.

## Биография
Saga начала свою карьеру как вокалистка группы «Symphony of Sorrow», однако прославилась она своими каверами на песни британской панк-рок-группы Skrewdriver. Discovery Times Channel описал её как «ультраправую шведскую Мадонну».
В 2007 году Saga впервые представила свой собственный материал в альбоме «On my own».
Saga — любимая исполнительница Андерса Брейвика, совершившего теракты в Норвегии. В своём манифесте Брейвик описывал певицу следующим образом: «Сага — шведская, национально ориентированная певица, которая создаёт поп-музыку с патриотическими текстами».
Сага была изображена на обложке осеннего выпуска журнала Resistance Magazine за 2000 год, американского неонацистского издания.

## Дискография
Symphony of Sorrow
- «Paradise Lost» (2000)
- «Symphony of Hatred» (2005)

Saga
- «Live and Kicking» (2001)
- «My Tribute to Ian Stuart Volume 1» (2000)
- «My Tribute to Ian Stuart Volume 2» (2000)
- «My Tribute to Ian Stuart Volume 3» (2002)
- «On my own» (2007)
- «Comrades night (Live)» (2009)
- «Weapons of choice» (2014)